# باشگاه والیبال قند شیروان
باشگاه والیبال قند شیروان یک باشگاه والیبال ایرانی است که در شیروان تأسیس شد و تنها نماینده استان خراسان در دورهٔ لیگ برتر والیبال بین سال‌های ۱۳۸۱ و ۱۳۸۲ بود.

## تاریخچه
باشگاه فرهنگی و ورزشی قند شیروان در سال ۱۳۸۱ وارد لیگ برتر والیبال ایران شد و در دو سال حضور در سوپر لیگ با سرمربی‌گری باقر سلیمان‌نژاد به مقام‌های پنجمی و هفتمی رسید. این تیم در لیگ ۱۵م والیبال به عنوان بهترین تیم شهرستانی رسید. این تیم به دلیل مشکلات مالی منحل شد.

## بازیکنان برجسته
- ایرج مظفری
- رضا ابراهیمی[۴]
- محمد عمده غیاثی[۵]
- ابراهیم یلمه[۶]
- مجتبی عطار[۷]
- سید مرتضی حسینی

## دست‌آوردها
لیگ برتر والیبال ایران
- پنجمی: ۱۳۸۱